# Universiteit van Cumbria
De Universiteit van Cumbria is een openbare universiteit in Cumbria, Noordwest-Engeland, met hoofdzetel in Carlisle en andere grote campussen in Lancaster, Ambleside, en Londen. De universiteit opende haar deuren in 2007, maar heeft wortels die teruggaan tot de Society for the Encouragement of Fine Arts, opgericht in 1822, en de lerarenopleiding die in de jaren 1890 door Charlotte Mason werd opgericht.
De universiteit heeft vijf gespecialiseerde departementale gebieden die een reeks flexibele, multidisciplinaire cursussen aanbieden:
- Instituut voor bedrijfsleven, industrie en leiderschap
- Instituut voor Gezondheid
- Instituut voor de Kunsten
- Instituut voor onderwijs
- Instituut voor wetenschap, natuurlijke hulpbronnen en buitenstudies.

De universiteit organiseert onderwijs in onder meer medische beeldvorming, sportontwikkeling, kunst, recht, onderwijs, leiderschap en economische ontwikkeling, natuurbehoud, bosbouw en de hooglanden, en geestelijke gezondheid en welzijn.